# دستنامه شیوه نگارش کسب‌وکار
دستنامه شیوه نگارش کسب‌وکار: راهنمای انگلیسی نگارش مؤثر در کار (انگلیسی: The Business Style Handbook) که معمولاً دستنامه شیوه نگارش کسب‌وکار خوانده می‌شود، شیوه‌نامه‌ای ۲۸۰ صفحه‌ای است برای کسانی که نیاز به نگارش‌های شغلی دارند یا کارشان به این حوزه مربوط است و چاپ اول آن مربوط به ۲۰۰۲ میلادی است. نویسندگان این شیوه‌نامه، هلن کانینگهام و برندا گرین هستند.
این شیوه‌نامه، با راهنمای سبک نگارشی که از زاویه روزنامه‌نگاری نوشته شده، تفاوت دارد. نویسندگان این اثر برای گسترش از مدیران ارتباطات ۵۰۰ شرکت معرفی‌شده در فورچون نظرسنجی کرده‌اند. نتایج این نظرخواهی در بخش اول کتاب آورده شده‌است. بخش اصلی کتاب، ۲۰۰ صفحه است که به‌صورت الفبایی تنظیم شده و به موارد استفاده، گرامر، تلفظ و املای کلمات و عبارت‌هایی که به‌صورت عمومی در نوشتارهای مربوط به کسب‌وکار استفاده می‌شوند، پرداخته است.